# Manja Smits (politica)
Manja Smits (De Bilt, 27 mei 1985) is een Nederlands voormalig politica voor de Socialistische Partij (SP).
Smits groeide op in Maartensdijk. Na haar eindexamen vwo verbleef ze een halfjaar in Bolivia en werkte daar in een weeshuis. Vanaf 2004 studeerde ze geschiedenis aan de Rijksuniversiteit Groningen waar zij in 2008 haar doctoraalexamen haalde. Ze was van 2005 tot 2006 voorzitter van de Groningse afdeling van ROOD, de jongerenorganisatie van de SP. In 2006 werd ze voorzitter van de SP in Groningen en in november 2007 werd ze gekozen in het landelijk partijbestuur van de SP. Als Kamerlid volgde ze in 2008 haar partijgenoot Ron Abel op. In 2010 en 2012 werd ze herkozen als parlementslid.
Van 14 mei 2013 tot en met 14 april 2014 werd Smits wegens gezondheidsredenen vervangen door Eerste Kamerlid Eric Smaling. Op 15 april 2014 verliet zij de Tweede Kamer.
- Gemeinsame Normdatei: 106057702X
- Parlement.com: vhu01blgedwj
- Virtual International Authority File: 311574865
- WorldCat: E39PBJhMjx3JwPQqYQwCfCvbVC